# 范居实
范居实，唐朝末年至五代十国后梁将领，绛州翼城人。
范居实跟随朱温，开始为队将，讨伐黄巢、蔡州有功。跟随朱珍收复滑州，改任为左厢都虞候。参与击破兖州、郓州有功。转任为感义都头、郑州马军指挥使。幽州刘仁恭举兵南下，攻打魏州，范居实与葛从周、张存敬率兵救魏州，在内黄大破幽州、沧州军队。朱温到凤翔迎来唐昭宗，范居实为河中马军都指挥使。唐昭宗回到京师，赐范居实为迎銮毅勇功臣，遥领锦州刺史，转任为左龙骧马军都指挥使。征讨淮南回军，改任登州刺史，转左神勇军使。后梁开平元年，用兵潞州，命范居实统兵以解泽州之围。任命为耀州刺史，令以耀州兵屯守固镇，改任泽州刺史。范居实善战有军功，在泽州因为武备不兴，被梁太祖朱温下诏召入京城，以其玩寇之罪而斩杀。